# Capitães da Areia
Capitães da Areia é um romance de autoria do escritor brasileiro Jorge Amado, escrito em 1937. A obra retrata a vida de um grupo de menores abandonados, que crescem nas ruas da cidade de Salvador, Bahia, vivendo em um trapiche, num ambiente hostil, roubando para sobreviver, chamados de "Capitães da Areia". O livro forma parte do movimento da Romance de 30, marcando uma mudança do modernismo da década anterior, passando de experimentação literária para um engajamento com questões sociais e religiosa. 
Conta a história dos garotos do trapiche que eram ajudados pelo padre até ser restrito por bispo. Na praia eles conhecem Dora uma menina por volta de treze anos magra que cuida dos meninos do trapiche. Uma referência a Iemanjá.
Foi o livro mais vendido do Jorge Amado com 4,3 milhões de exemplares vendidos.  É considerado um clássico e tem tido presença na lista de livros de vestibulares como a FUVEST. 

## Análise e contexto
Havia no Brasil da década de 1930 uma visão de país "novo", que ainda não havia se realizado, como registrou Antonio Candido de Mello e Souza, ressaltando os autores da época aquilo, que separava a nação dos países ricos.
Vivia o Brasil um momento conturbado, em que se tomava consciência da chamada luta de classes, durante a ascensão ao poder de Getúlio Vargas; João Luiz Lafetá afirma que “A consciência da luta de classes, embora de forma confusa, penetra em todos os lugares - na literatura inclusive, e com uma profundidade que vai causar transformações importantes”.
Buscava-se, então, a mudança social, ao contrário do momento literário anterior em que se enaltecia as qualidades do país, presente no movimento modernista; há um certo desencanto com a realidade, que a literatura passa a retratar de modo pessimista, mas fazendo-o de forma ativa, transformadora. No dizer de Lafetá, deu-se a "consciência pessimista do subdesenvolvimento".
Nesse contexto, a obra de Amado pode ser qualificada como "social e proletária".
A perspectiva crítica de Jorge Amado pode ser percebida na composição do núcleo de personagens principais. Essa foi a primeira vez que um menino de rua, fora da lei, assume o papel de protagonista em uma obra literária brasileira.

### Ambiência
Neste livro, Jorge Amado retrata a vida nas ruas de Salvador, capital do estado brasileiro da Bahia, naquela época afetada por uma epidemia de bexiga (varíola); o aparato policial destinava-se à perseguição pura e simples dos menores infratores, encontrando mesmo prazer na tortura, sem qualquer senso de justiça. Diante do ambiente hostil em que vivem, o grupo de meninos abandonados reage de forma também agressiva, mas de forma a encontrar nas ruas uma certa liberdade; tem por refúgio um velho trapiche (espécie de armazém) abandonado, numa das praias da capital baiana - de onde vem o nome do grupo.
Esse trapiche é a única referência de "lar" que possuem, chegando inclusive a se confundirem com ele; é onde se abrigam, se escondem, e vivem como família. Sua descrição ocupa lugar de destaque no início da obra. Ali constroem suas próprias regras, são os senhores e é objeto de investigação pelas autoridades, que desconhecem onde os mesmos se ocultam.

### Enredo
Retrata os meninos como moleques atrevidos, malandros, espertos, famintos, ladrões, agressivos, falsos, soltos de língua, carentes de afetos, de instrução e de comida. "Os capitães da areia são meninos que perturbam a ordem da cidade, infundem ódio à polícia e ao diretor do reformatório, transmitem medo aos ricos, tiram o sono dos donos de palacetes na cidade cheia de igrejas, por onde também soam atabaques que trepidam com ritmos trazidos de África para os terreiros de candomblés.
O livro é dividido em três partes. Antes delas, no entanto, vem uma sequência de pseudo-reportagens no Jornal da Tarde, que caracterizam-nos e mostram diversas visões e opiniões sobre o caso.

### Primeira Parte: Sob a lua, num velho trapiche abandonado
Subdividida em 11 capítulos, a primeira parte apresenta o local onde as ações transcorrerão. Um trapiche (ou armazém abandonado), à beira-mar, que no passado fora um local movimentado e agora está sujo e infestado de ratos. Fora frequentado inicialmente pela marginália, até ser tomado pelo bando dos Capitães da Areia.
"Sob a Lua, num velho trapiche abandonado, as crianças dormem. Antigamente aqui era o mar. Nas grandes e negras pedras dos alicerces do trapiche as ondas ora se rebentavam fragosas, ora vinham se bater mansamente. A água passava por baixo da ponte sob a qual muitas crianças repousam agora, iluminadas por uma réstia amarela de lua. Desta ponte saíram inumeros veleiros carregados, alguns eram enormes e pintados de estranhas cores, para a aventura das travessias maritimas. Aqui vinham encher os porões e atracavam nesta ponte de tábuas, hoje comidas. Antigamente diante do trapiche se estendia o mistério do mar-oceano, as noites diante dele eram um verde-escuro, quase negras, daquela cor misteriosa que é a cor do mar à noite". 
Ao contrário de outros grupos espalhados pela cidade, os Capitães da Areia têm um líder, seguem normas e, principalmente, obedecem a um chefe que cumpre o papel de "manter um lar" para as crianças que ali vivem. Pedro Bala, quase naturalmente surge como um líder e tem o papel de harmonizar, manter a ordem e, de certa maneira, ensiná-los a agir sob certas circunstâncias. Com quinze anos, audaz, ativo e conhecedor de todos os recantos da cidade, é marcado por uma cicatriz e por seus cabelos loiros. Poucos lhe conheceram a mãe, e o pai "morrera num balaço". Para firmar a liderança, Pedro Bala destituiu o caboclo Raimundo, após uma luta pelo "poder".
O ápice da primeira parte vem em dois momentos: quando os meninos se envolvem com um carrossel mambembe que chegou na cidade, e experimentam as sensações infantis; e quando a varíola ataca a cidade e acaba eliminando um deles, Almiro, apesar da tentativa do padre José Pedro em ajudá-los, e tendo grandes embaraços por causa disso...

### Segunda parte: Noite da Grande Paz, da Grande Paz dos teus olhos
A segunda parte, "Noite da Grande Paz, da Grande Paz dos teus olhos", surge uma história de amor quando a menina Dora torna-se a primeira "Capitã da Areia", e mesmo que inicialmente os garotos tentem tomá-la a força, ela se torna como mãe e irmã para todos. A homossexualidade é comum no grupo, mesmo que em dado momento Pedro Bala tente impedi-la de continuar, e todos eles costumam "derrubar negrinhas" na orla (ou seja, estupravam as moças que cortavam caminho pela praia à noite). Mas Professor e Pedro Bala se apaixonam por ela, e Dora se apaixona por Pedro Bala. Quando Pedro e ela são capturados (ela em pouco tempo passa a roubar como um dos meninos), eles são muito castigados, respectivamente no Reformatório e no Orfanato. Quando escapam, muito enfraquecidos, se amam pela primeira vez na praia e ela morre, marcando o começo do fim para os principais membros do grupo.

### Terceira parte: Canção da Bahia, Canção da Liberdade
Mostra a desintegração dos líderes. Sem-Pernas se mata antes de ser capturado pela polícia que odeia; Professor parte para o Rio de Janeiro onde torna-se um pintor de sucesso, entristecido com a morte de Dora; Gato se torna um malandro de verdade, vai para Ilhéus com Dalva, de quem é cafetão; Pirulito se torna padre; Padre José Pedro finalmente consegue uma paróquia no interior, e vai para lá ajudar os desgarrados do rebanho do Sertão; Volta Seca se torna um cangaceiro do grupo de Lampião e mata mais de 60 soldados antes de ser capturado e condenado; João Grande torna-se marinheiro; Querido-de-Deus continua sua vida de capoeirista e malandro; Boa Vida torna-se um musico e malandro; Pedro Bala, cada vez mais fascinado com as histórias de seu pai sindicalista, vai se envolvendo com os doqueiros e finalmente os Capitães da Areia ajudam numa greve. Pedro Bala abandona a liderança do grupo, transferindo-a para Barandão, mas antes os transforma numa espécie de grupo de choque. Assim Pedro Bala deixa de ser o líder dos Capitães da Areia e se torna um líder revolucionário comunista.

## Personagens
O grupo de menores abandonados que recebe o nome de Capitães da Areia traz em comum a pobreza, a vida insalubre, uma vaga revolta contra o mundo hostil, a liberdade que encontra nas ruas, a lealdade grupal e uma certa maturidade prematura que, contudo, cede lugar a rasgos de deslumbramento infantil ou à falta de uma mãe.
A distinção dos garotos se dá na forma com que cada um deles lida com essa situação comum: Gato liga-se às prostitutas; Volta-Seca sonha em ser cangaceiro; Sem-Pernas torna-se sarcástico e cruel; Pirulito busca a religiosidade; Professor busca os livros, planejava as estratégias; Pedro Bala arquiteta planos de roubos. Neles se adivinha o futuro que os espera: o gigolô em Gato, o sacerdote em Pirulito, num fatalismo inevitável - e aqueles a quem Jorge Amado antevê a solução para tais casos de reação à realidade adversa: em professor e Pedro Bala, dá-se o encontro com a luta de classes e o ideal comunista.
- Pedro Bala, o líder, uma espécie de pai para os garotos, mesmo sendo tão jovem quanto os outros. Depois descobre ser filho de um líder sindical, morto durante uma greve comunista;
- Volta Seca, afilhado de Lampião, tem ódio das autoridades e tem o desejo de se tornar cangaceiro do mesmo bando;
- Professor (João José), grande amigo de Pedro Bala partilhando amor pela mesma moça que o seu amigo, rapaz sonhador e mediador do grupo Capitães da Areia, sendo essencialmente conselheiro de Pedro Bala; Lê e desenha vorazmente, sendo muito talentoso; ao final do livro, vai para o Rio de Janeiro pintar e ficou conhecido por isso. Essa sua ida proporcionou ao mundo a história do seu grupo de crianças de rua;
- Gato, que com seu jeito malandro acaba conquistando uma prostituta, Dalva. Mais para a frente vai para outras cidades grandes do Nordeste ganhar dinheiro às custas dos grandes fazendeiros.
- Boa-Vida, era um malandro, sambista, adorava Querido-de-deus, ia para as festas conquistando prostitutas;
- Sem-Pernas, o garoto coxo que serve de espião se fingindo de órfão desamparado, infiltra-se nas casas, reconhece o lugar e programa um assalto (em uma das casas que vai é bem acolhido, mas trai a família ainda assim, mesmo sem querer fazê-lo de verdade); provavelmente a criança mais carenciada de afeto no grupo e mais afetada com tudo que já passou;
- João Grande, o "negro bom" como diz Pedro Bala, segundo em comando; porte físico forte e corajoso;
- Querido-de-Deus, um capoeirista que é apenas amigo do grupo;
- Dora, fica orfã após seus pais morrerem de bexiga (conhecida também como Varíola), o que fez ser difícil arrumar emprego para sustentar ela e seu irmão, Zé- Fuinha. Então entra para o grupo e é como a "mãe" e irmã de todos do trapiche, é amada por Professor e por Pedro Bala, de quem fica noiva e depois esposa. Fica doente de febre por causa tristeza ao ir para um orfanato e antes de morrer faz amor com Pedro Bala. Professor diz que Dora, ao morrer, vira uma estrela de longos cabelos loiros no céu;
- Caboclo Raimundo, ex-líder dos Capitães da Areia antes de Pedro Bala, foi ele que cortou o rosto de Pedro Bala, mas logo vai embora do grupo;
- Don'Anninha, mãe de santo, amiga dos Capitães da Areia;
- Padre José Pedro, amigo dos Capitães da Areia e que procura fazer daqueles meninos homens de bem e crentes em Deus; Tira parcialmente Pirulito do grupo o levando para a Igreja, conquistando uma eventual vida justa e melhor;
- João-de-Adão, estivador, negro, forte e antigo grevista. Através dele Pedro Bala soube do pai;
- Barandão, nomeado chefe do grupo depois que Pedro Bala partiu para o grupo dos Índios Maloqueiros de Aracaju, onde tenta organizá-los como os Capitães da Areia.
- Almiro, morreu de Bexiga;
- Pirulito, grande fé cristã, o único que prestava atenção nos dizeres religiosos do Padre José Pedro, seu destino foi o celibato;
- Loiro, pai de Pedro Bala, com o nome Raimundo, porém não confundir com o ex-líder, seu codinome ficou "loiro" líder nas greves antigas ao lado de João-de-Adão. Foi assassinado pela Polícia durante uma de suas greves;
- Zé Fuinha, irmão de Dora;
- Ezequiel, chefe de outro grupo de meninos mendigos;
- Alberto, estudante que se torna amigos dos Capitães da Areia;
- Gonzales, revendia os artigos roubados pelos Capitães da Areia e dava dinheiro para o grupo;
- Bedel Ranulfo, bedel do reformatório onde estava Pedro Bala.

## Recepção
Já em Novembro de 1937 a obra foi perseguida pelo ditadura Vargas, sendo queimados em Salvador 808 exemplares em praça pública, junto a outros livros do autor e outros escritores, como José Lins do Rego, sob o pretexto de se tratar de objeto de propaganda comunista. No dia 8 de dezembro do mesmo ano a obra foi também uma das que foram apreendidas nas livrarias do Rio de Janeiro, sob a alegação de serem "nocivas à sociedade".
O livro voltou a ser censurado durante a Ditadura Militar que durou de 1964-85.
Foi parte da Lista da FUVEST de 2013 a 2018. Capitães da Areia é chamado um clássico da literatura brasileira  e parte do cânone literário 
Teve 122 edições e vendeu 4,3 milhões de exemplares e é o livro mais vendido de Jorge Amado. Alguns críticos consideraram a linguagem amadiana "chula, deleixada, e desapegada das regras gramáticais" mas a obra foi bastante apreciada pelo leitor comum. 

## Obras derivadas
Em 1971 a obra foi levada ao cinema por Hall Barthet com o título de "The Sandpit Generals". Foi censurado no ocidente, mas na União Soviética foi considerada o melhor filme estrangeiro pelo jornal Komsomolskaya Pravda em 1974.
Em 1987 Adolfo Moreira Cavalcante escreveu o cordel "Pedro Bala, o chefe dos Capitães da Areia", onde reconta com críticas sociais a saga do líder dos meninos abandonados, dizendo que Amado "...baseou-se em fatos muito reais, no menor abandonado, verdadeiros marginais".
Em 1989, a Rede Bandeirantes adaptou o romance numa minissérie de 10 capítulos, escrita por José Louzeiro.
Em 2011 estreou nos cinemas o filme Capitães da Areia por Cecília Amado, neta de Jorge Amado que realizou o filme em homenagem ao avô.